# Brahmische schriften
De Brahmische schriften, ook wel bekend als de Indische schriften zijn een familie van abugida-schriften. Ze stammen af van het Brahmischrift uit het oude India en worden gebruikt door talen van verschillende taalfamilies: Indo-Europees, Dravidisch, Tibeto-Birmaans, Mongools, Austroaziatisch, Austronesisch en Tai.

## Geschiedenis

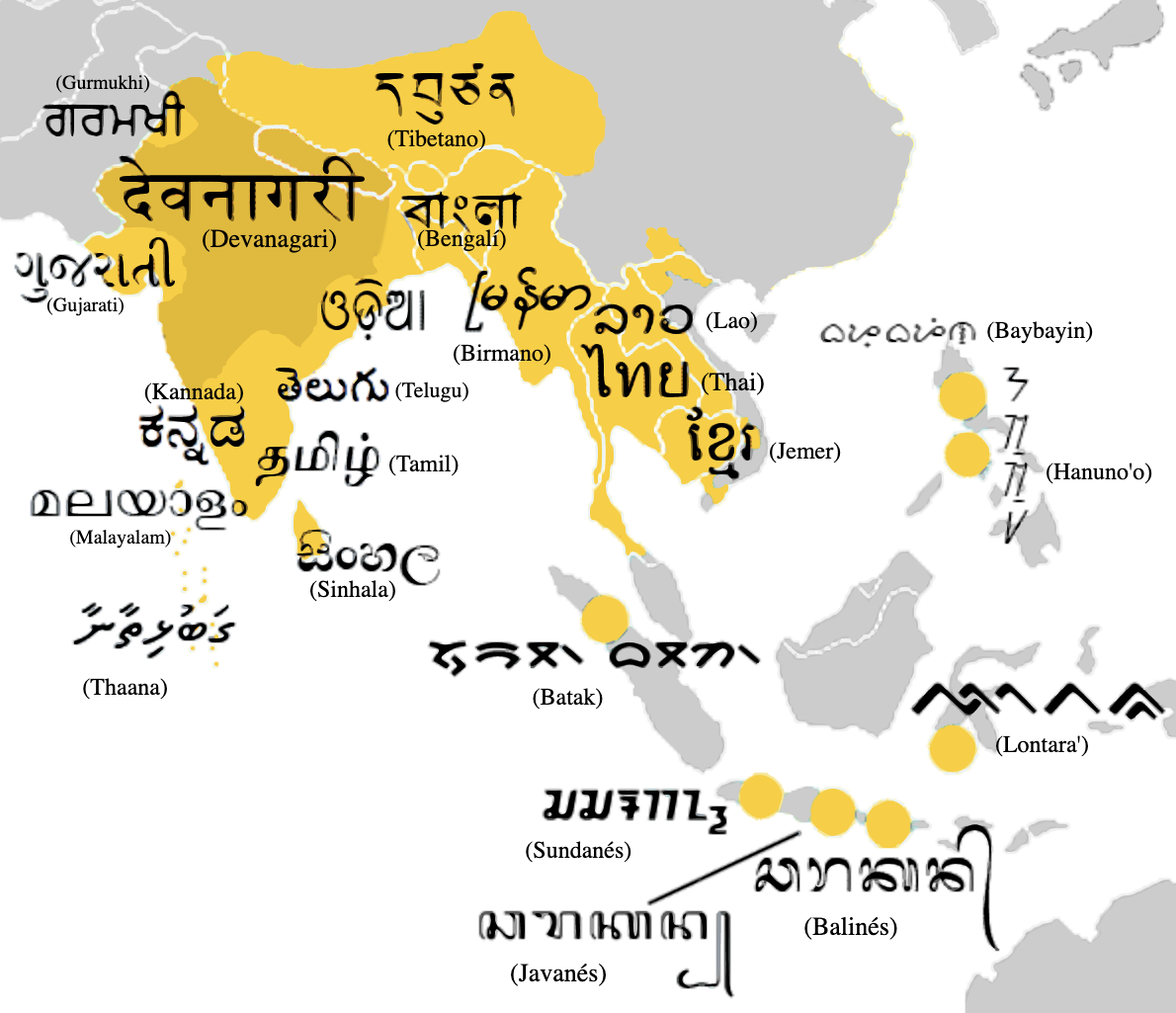
De verschillende Brahmische schriften in Zuid- en Zuidoost-Azië

Brahmische schriften stammen af van het Brahmischrift. Brahmi wordt aangetroffen sinds de 3e eeuw voor Christus tijdens het bewind van keizer Asoka, die het schrift gebruikte voor keizerlijke edicten, maar er zijn enkele beweringen van eerdere epigrafie die op aardewerk in Zuid-India en Sri Lanka zijn gevonden. De meest betrouwbare hiervan waren korte Brahmi-inscripties uit de 4e eeuw voor Christus en gepubliceerd door Coningham et al. (1996). Noord-Brahmi leidde tot het Guptaschrift tijdens de Gupta-periode, dat vervolgens in de middeleeuwse periode veranderde in een aantal cursieve lettervormen. Bekende voorbeelden van dergelijke middeleeuwse schriften, ontwikkeld rond de 7e of 8e eeuw, zijn Nagari, Siddham en Sharada. 
Het Siddhaṃ-schrift was vooral belangrijk in het boeddhisme, omdat er veel soetra's in werden geschreven. De kunst van Siddham-kalligrafie overleeft vandaag in Japan. Aangenomen wordt dat de syllabische aard en woordenboekvolgorde van het moderne kanasysteem van het Japanse schrift afstamt van de Indische schriften, hoogstwaarschijnlijk door de verspreiding van het boeddhisme.
Zuidelijk-Brahmi ontwikkelde tot het Oudkannadaschrift en de Pallava- en Vatteluttuschriften, die op hun beurt ontwikkelden tot de schriften van Zuid-India en Zuidoost-Azië. 
Het huidige Teluguschrift is afgeleid van het Telugu-Kannadaschrift, ook bekend als "Oudkanadaschrift".

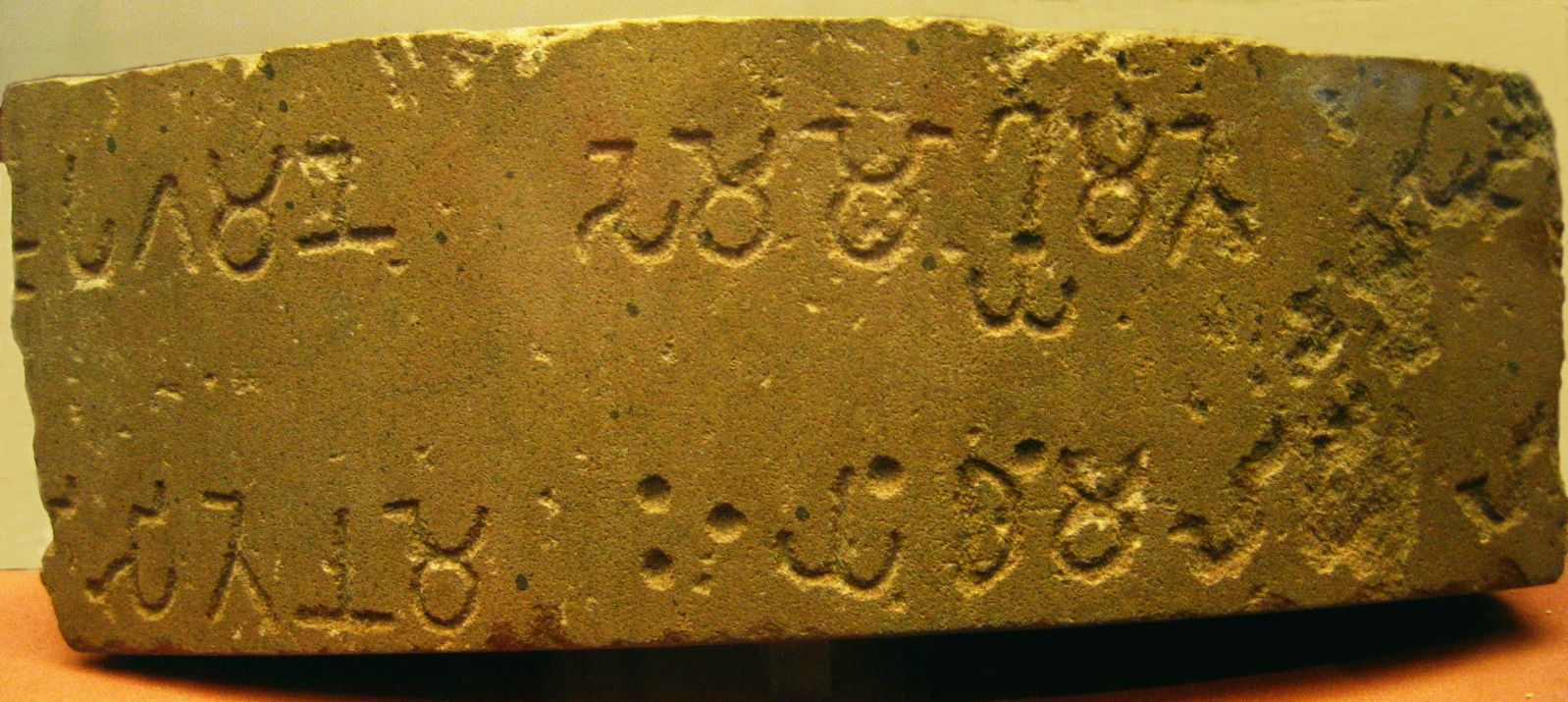
Een fragment van Asoka's 6e pijler-edict, in Brahmischrift, de voorouder van alle brahmische schriften
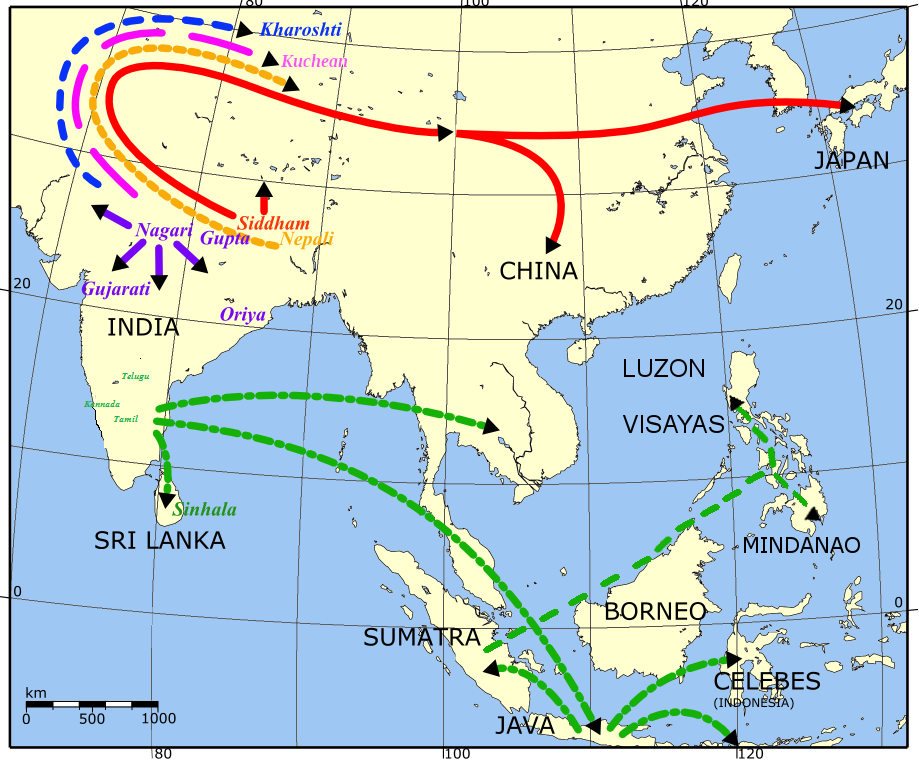
Verspreiding van de Brahmische familie van schriften uit India

## Kenmerken
Enkele kenmerken, die in de meeste maar niet in alle schriften aanwezig zijn, zijn: 
- Elke medeklinker heeft een inherente klinker die meestal een korte 'a' is (in Bengaals, Assamees en Oriya is het een korte 'ô' vanwege klankverschuivingen). Andere klinkers worden geschreven door iets aan de letter toe te voegen. Een diakritisch teken, in het Sanskriet bekend als virama / halant, kan worden gebruikt om de afwezigheid van een inherente klinker aan te geven.
- Elke klinker heeft twee vormen, een onafhankelijke vorm wanneer deze niet aan een medeklinker is gehecht, en een afhankelijke vorm wanneer deze aan een medeklinker is gehecht. Afhankelijk van het schrift kunnen de afhankelijke vormen links van, rechts van, boven, onder of zowel aan de linker- en rechterkant van de basismedeklinker worden geplaatst.
- Medeklinkers (maximaal 4 in Devanagari) kunnen gecombineerd worden in ligaturen. Speciale tekens worden toegevoegd om de combinatie van 'r' met een andere medeklinker aan te geven.
- Nasalisatie en aspiratie van de afhankelijke klinker van een medeklinker worden ook aangegeven door afzonderlijke tekens.
- De alfabetische volgorde is: klinkers, velaire medeklinkers, palatale medeklinkers, retroflex-medeklinkers, dentale medeklinkers, bilabiale medeklinkers, approximanten, sibilanten en andere medeklinkers. Elke medeklinkergroep heeft vier plosieven (met alle vier de mogelijke waarden van stem en aspiratie) en een nasale medeklinker.

## Lijst met brahmische schriften

### Historisch

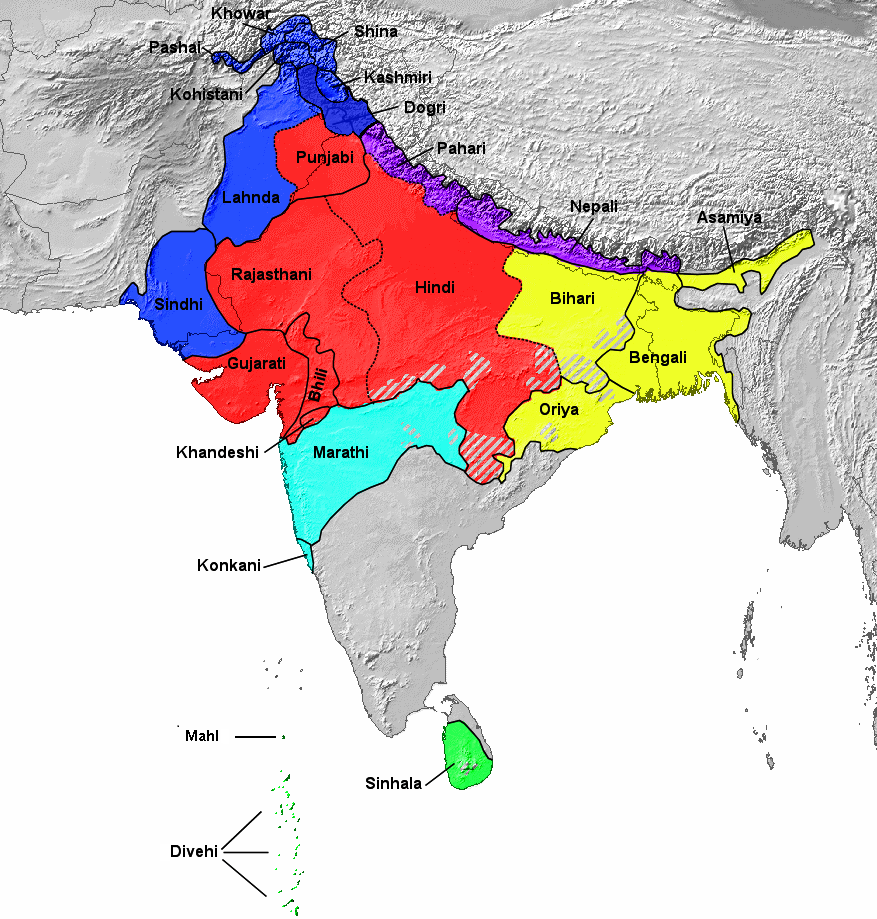
Indo-Arische talen die hun respectievelijke Brahmische schriften gebruiken (behalve donkerblauw gekleurde talen die Arabisch-afgeleide schriften gebruiken).

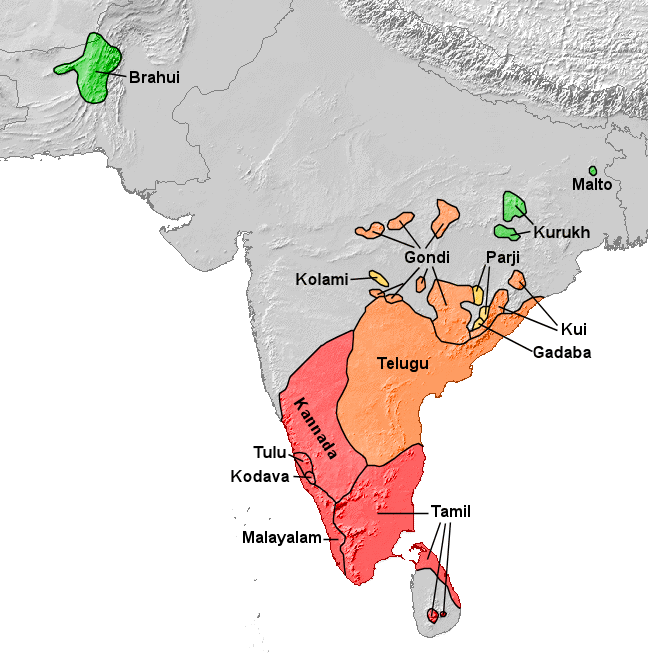
Dravidische talen die hun respectievelijke Brahmische schriften gebruiken (behalve Brahui dat een Arabisch-afgeleid schrift gebruikt).

Het Brahmischrift had zich al opgesplitst in regionale varianten ten tijde van de vroegst overgebleven epigrafie rond de 3e eeuw voor Christus. Cursieve varianten van het Brahmischrift begonnen vanaf de 5e eeuw na Christus verder te diversifiëren en bleven gedurende de middeleeuwen nieuwe schriften voortbrengen. De belangrijkste verdeling in de oudheid was tussen het noorden en het zuiden van Brahmi. In de noordelijke groep was het Guptaschrift zeer invloedrijk en in de zuidelijke groep stuurden de Vatteluttu- en Oud-Kannada/Pallava- schriften met de verspreiding van het boeddhisme Brahmische schriften door heel Zuidoost-Azië.

### Noord-Brahmisch
- Tochaars schrift ("Hellend Brahmi"), 7e eeuw
- Kalinga-schrift
- Guptaschrift, 4e eeuw 
  - Sharada, 8e eeuw 
    - Landa, 10e eeuw 
      - Gurmukhi, 14e eeuw
      - Khojki, 16e eeuw
      - Khudabadi, 1550s
      - Mahajani
      - Multani

    - Takri 
      - Dogri
      - Sirmauri

  - Siddham, eind 6e eeuw 
    - Nagari, 7e eeuw 
      - Devanagari, 10e eeuw 
        - Modi, 12e eeuw
        - Gujarati, 16e eeuw

      - Nandinagari, 8e eeuw
      - Kaithi, 16e eeuw 
        - Sylheti Nagari, 16e eeuw

    - Nepalees schrift 
      - Bhujimol, 6e eeuw
      - Ranjana, 12e eeuw 
        - Sojombo-schrift, 17e eeuw

      - Prachalit

    - Gaudischrift
      - Bengaals-Assamees schrift, 12e eeuw 
        - Anga Lipi
        - Assamees schrift, 13e eeuw
        - Bengaals schrift

      - Tirhuta/Maithili, 14e eeuw
      - Odia, 14e eeuw

  - Tibetaans schrift, 7e eeuw 
    - Meetei Mayek
    - Lepchaschrift 
      - Limbuschrift

    - Khema
    - Marchen
      - Marchung
      - Pungs-chen
      - Pungs-chung
      - Drusha

    - Phagspa-schrift, 13e eeuw 
      - Zanabazar-kwadraatschrift

  - Bhaiksuki

### Zuid-Brahmisch
- Tamil-Brahmi 
  - Pallavaschrift
    - Tamil-schrift
    - Grantha-schrift 
      - Malayalam-schrift
      - Tigalari-schrift
      - Dhives Akuru
      - Saurashtra-schrift

    - Khmerschrift
      - Khom Thai-schrift
      - Proto-Tai-schrift?
        - Sukhothaischrift
          - Thais schrift
          - Fakkhamschrift
            - Thai Noi-schrift
              - Laotiaans schrift

        - Tai Viet-schrift
        - Dai Don-schrift
        - Lai Tay-schrift
        - Lai Pao-schrift

    - Chamschrift
    - Kawischrift
      - Balinees schrift
      - Batak-schrift
      - Javaans schrift
      - Soendanees schrift
      - Lontaraschrift
      - Makasar-schrift
      - Rencong
      - Redjang
      -  ? Baybayin
        - Buhid-schrift
        - Hanunó'o-schrift
        - Tagbanwa-schrift

    - Birmees schrift
      - Mon alfabet
      - Birmees alfabet
        - Chakmaschrift
        - S'gaw Karen-alfabet
        - Shanschrift
        - Tanchangyaschrift
        - Lik-Tai-schriften
          - Ahomschrift
          - Khamtischrift
          - Tai Le-schrift

      - Tai Tham-schrift
        - Nieuw Tai Lue-schrift

    - Pyuschrift

  - Vatteluttu 
    - Kolezhuthu
    - Malayanma
- Sinhalaschrift
- Bhattiproluschrift 
  - Kadamba, 5e eeuw 
    - Telugu-Kannada alfabet, 7e eeuw 
      - Kannada alfabet, 14e eeuw 
        - Goykanadi

      - Telugu-schrift, 14e eeuw